# Stain
Stain è il terzo album del gruppo musicale alternative metal Living Colour, uscito nel 1993 su Epic Records per la Sony Music Entertainment e prodotto da Ron Saint Germain.

È stato registrato da Ron Saint Germain ai Bearsville Sound Studios e ai Long View Farm Studios, missato da Ron Saint Germain ai Right Track Studios eccetto traccia 14 missata da Lolly Grodner, e il mastering è di Bob Ludwig dei Masterdisk Studios. È prodotto da Ron Saint Germain eccetto tracce 4 e 10 prodotte da Andre Betts, Ron Saint Germain e Living Colour. Contiene una versione live di Love Rears Its Ugly Head. È il primo album del gruppo in cui compare Doug Wimbish al basso in sostituzione a Muzz Skillings.
L'involucro di plastica in cui è contenuto il cd è interamente rosso.

## Tracce
1. Go Away (Will Calhoun, Corey Glover, Vernon Reid, Doug Wimbish) – 4:03
2. Ignorance Is Bliss (W.Calhoun, C.Glover, V.Reid, D.Wimbish) – 3:17
3. Leave it Alone (W.Calhoun, D.Wimbish, V.Reid) – 3:29
4. Bi (W.Calhoun, V.Reid) – 4:46
5. Mind Your Own Business (V.Reid) – 3:17
6. Ausländer (W.Calhoun, C.Glover, V.Reid, D.Wimbish) – 2:38
7. Never Satisfied (C.Glover, V.Reid) – 4:06
8. Nothingness (W.Calhoun) – 3:30
9. Postman (V.Reid) – 3:31
10. WTFF (Andre Betts, W.Calhoun, C.Glover, V.Reid, D.Wimbish) – 2:15
11. This Little Pig (W.Calhoun, C.Glover, V.Reid, D.Wimbish) - 3:04
12. Hemp (V.Reid, Andrew Fairley) - 1:36
13. Wall (V.Reid, D.Wimbish, W.Calhoun, C.Glover) - 5:23
14. T.V. News * (W.Calhoun, C.Glover, V.Reid, D.Wimbish) - 4.20
15. Love Rears Its Ugly Head ** (V.Reid) - 4:18

* = Presente solo nella versione per il mercato europeo.

** = Registrata live al The Poom-Poom Room di New York, 1º aprile 1991, presente solo nella versione per il mercato europeo

## Formazione
- Corey Glover - voce
- Vernon Reid - chitarra
- Doug Wimbish - basso
- Will Calhoun - batteria

Musicisti ospiti
- Andrew Fairley - voce e testi in Hemp
- Bernard Fowler - cori, arrangiamento vocale in Never Satisfied